# 男達の唄 (松山千春の曲)
「男達の唄」（おとこたちのうた）は、松山千春が1990年9月25日にリリースした31枚目のシングル。

## 解説
同年に発売されたアルバム『男達の唄』の先行シングルとしてリリースされた。
カップリング曲の「踊り子」は、下田逸郎が1974年にシングルとして発表した楽曲のカバー。

## 収録曲
| 全編曲: 瀬尾一三。 |              |            |      |
| #                  | タイトル     | 作詞・作曲 | 時間 |
| 1.                 | 「男達の唄」 | 松山千春   | 4:31 |
| 2.                 | 「踊り子」   | 下田逸郎   | 4:25 |
| 合計時間:          | 合計時間:    | 合計時間:  | 8:56 |